# 育才街道 (鹤岗市)
育才街道是中国黑龙江省鹤岗市工农区下辖的一个街道。
1982年，第三和第五街道办事处合并，新街道定名為文化路街道。後來文化路街道更名為育才街道。